# Zanri Rossouw
Zanri Rossouw, née le 2 mars 1988 à Pretoria, est une coureuse cycliste sud-africaine.

## Palmarès
- 2019
  -  Médaillée d'or du contre-la-montre par équipes aux Jeux africains (avec Carla Oberholzer, Maroesjka Matthee et Tiffany Keep)[1],[2]
  -  Médaillée d'argent du contre-la-montre aux Jeux africains
  - 2e du championnat d'Afrique du Sud du contre-la-montre
- 2021
  - 3e du championnat d'Afrique du Sud du contre-la-montre
- 2022
  - 2e du championnat d'Afrique du Sud du contre-la-montre
- 2023
  -  Championne d'Afrique du Sud du contre-la-montre
- 2025
  - 3e du championnat d'Afrique du Sud du contre-la-montre

## Classements mondiaux
| Année                                 | 2019 | 2020 | 2021 | 2022 | 2023 |
| ------------------------------------- | ---- | ---- | ---- | ---- | ---- |
| Classement UCI                        | 159e | nc   | 599e | 482e | 354e |
|                                       |      |      |      |      |      |
| Légende : nc = non classéSource : UCI |      |      |      |      |      |